# Joe Esposito
Joseph Patrick Esposito, detto Bean (Brooklyn, 4 maggio 1948), è un cantautore statunitense, la cui carriera è iniziata durante gli anni settanta fino ai giorni nostri.
Le canzoni di Joe Esposito sono state registrate da Donna Summer, Aretha Franklin, Labelle, Stephen Stills ed altri. Nel corso della sua carriera ha ricevuto numerose nomination ai Grammy Award.

## Biografia
Esposito era un membro del gruppo musicale Brooklyn Dreams, principalmente conosciuto per la loro collaborazione con Donna Summer in Heaven Knows e Bad Girls. Giorgio Moroder chiese a Esposito di collaborare con lui nel suo progetto Solitary Man del 1982, che divenne il primo album da solista di Esposito.
Negli anni ottanta, fu principalmente conosciuto per il brano Lady, Lady, Lady presente nell'album Solitary Man e nella colonna sonora del film del 1983 Flashdance. Originariamente, Esposito aveva registrato la celebre title track Flashdance... What a Feeling che fu in seguito registrata e portata al successo da Irene Cara, dato che il brano era cantato da un punto di vista femminile. In seguito Esposito registrò anche You're the Best, presente nel film dell 1984 Karate Kid - Per vincere domani e Come Into My Life, insieme a Laura Branigan, per la colonna sonora di Il principe cerca moglie.
Esposito è il padre di Mike Esposito, che milita nella squadra di baseball dei Colorado Rockies.

## Discografia
- 1983:  Solitary Man
- 1987:  Joe, Bruce and Second Ave
- 1996:  Treated and Released